# 上海特别市政府旧址
上海特别市政府旧址又稱沪海道尹公署旧址，是位於中國上海市徐匯區平江路48号的一處建築，也是上海市第四批優秀歷史建築。

## 歷史
1919年，該建築建成，當時為沪海道道尹公署。1927年上海特别市成立後，這裡又成為上海特别市政府办公楼。1933年中华民国上海市政府大厦建成後，上海市政府迁入新址。這裡由中華民國外交部上海辦事處使用。1936年11月，又转让给其他組織使用。中華人民共和國成立後，主楼由上海医科大学幼儿园使用，附楼为上海医科大学教职工宿舍。1975年，這裡又成為电信科学技术第一研究所办公楼。2004年1月5日，當地被徐汇区人民政府公布为徐汇区文物保护单位。2005年10月31日，當地又成为上海市优秀历史建筑。同年修繕。